# 江頭和彦
江頭 和彦（えがしら かずひこ、1945年2月23日 - ）は、日本の農芸化学者。専門は土壌学。九州大学名誉教授。農学博士（九州大学・1974年）。ベトナム農業への貢献があったとして、2016年にベトナム農業農村開発大臣より友好勲章を受けた。九州大学においては大学院農学研究院長、農学部長などを歴任した。2023年、瑞宝中綬章受章。

## 経歴
福岡県柳川市出身。長崎県立長崎東高等学校を経て、1967年九州大学農学部農芸化学科卒業後、1969年同大学院農学研究科修士課程修了。1971年に同大学農学部農芸化学科土壌学講座助手となり、1975年助教授、1992年教授。2000年同大学院農学研究院教授、2003年大学院農学研究院長。

## 研究
バングラデシュ、ミャンマー、ベトナムをはじめとしたアジア諸国における水質汚染や土壌汚染の実態について研究を行った。また現地で技術指導や人材育成にも取り組み、国際協力機構の委託を受けて始まったベトナム初の国産ハイブリッド米開発プロジェクトにも携わった。こうした活動が評価され、2016年に緒方一夫（九州大学熱帯農学研究センター教授）らとともにベトナム当局より友好勲章を授与された。

## 論文
- CiNii>江頭和彦

## 受賞
- 1986年 - 日本粘土学会賞